# Сплав Ліхтенберга
Сплав Ліхтенбе́рґа — легкоплавкий сплав з таким ваговим складом компонентів:
- бісмут 50%
- свинець 30%
- олово 20%

Температура плавлення сплаву 91,6 °C або 100 °C.
Сплав вперше був отриманий німецьким науковцем Георгом Крістофом Ліхтенбергом.
Сплав Ліхтенберга знайшов застосування як припій, теплоносій та як модельний ливарний сплав.